# Jaime Grondona
Jaime Andrés Grondona Bobadilla (Valparaíso, Región de Valparaíso, Chile, 15 de abril de 1987) es un exfutbolista chileno. Jugaba de delantero.

## Carrera
Después de formarse en Everton, recala en Santiago Wanderers debutando en el Primer Equipo durante el Apertura 2005. Durante un periodo de sanción de 9 meses recibido en el Mundial Sub-20 de Canadá no pudo seguir jugando por su equipo, Santiago Wanderers, que peleaba el descenso y su equipo terminó bajando a Primera B. En el 2008 rechazo una oferta de seguir en el club y estuvo el primer semestre sin club donde estuvo entrenando en Unión Quilpué y en San Luis de Quillota.
Finalmente en julio de 2008 firma por un año por Santiago Morning, club que militaba en la Primera División de Chile.
Para el torneo de clausura 2009, Grondona era requerido por varios clubes del medio nacional y recae finalmente en el club O'Higgins. 
Al término del año 2011 deja Ñublense para firmar contrato con Deportes Iquique para la temporada 2012. La temporada 2013 ficha para Cobreloa y posteriormente es fichado en San Marcos de Arica para la temporada 2014.

### Selección nacional
Destacó en el Sudamericano Sub-20 de 2007 en Paraguay que clasificó al Mundial Sub-20 de Canadá del 2007 junto a jugadores como Mauricio Isla, Arturo Vidal, Nicolás Medina, Alexis Sánchez, Mathías Vidangossy, Cristián Suárez, Gary Medel, Cristopher Toselli y Hans Martínez, selección a la que también defendió en dicho mundial. En esa ocasión fue uno de los delanteros de recambio y solía entrar en el segundo tiempo, a pesar de haber marcado dos goles: uno ante Canadá y otro ante Nigeria. Sobresale por su fortaleza, buen cabezazo y gran poder ofensivo en el área rival,[cita requerida] es un delantero con proyección internacional.
Tuvo ofertas del extranjero, pero nada se concretó tras recibir una sanción de 9 meses de parte de la FIFA por empujar a 2 jueces de línea tras el polémico partido de semifinales del certamen canadiense ante Argentina, partido que fue muy áspero debido al mal arbitraje del juez Wolfgang Stark.

## Participaciones en Copas del Mundo Sub-20
| Mundial                 | Sede   | Resultado    |
| ----------------------- | ------ | ------------ |
| Mundial Juvenil de 2007 | Canadá | Tercer lugar |

## Clubes
| Club                    | País    | Año       |
| ----------------------- | ------- | --------- |
| Santiago Wanderers      | Chile   | 2005-2007 |
| Santiago Morning        | Chile   | 2008-2009 |
| O'Higgins               | Chile   | 2009-2010 |
| Deportes La Serena      | Chile   | 2010-2011 |
| Ñublense                | Chile   | 2011      |
| Deportes Iquique        | Chile   | 2012      |
| Palestino               | Chile   | 2013      |
| Cobreloa                | Chile   | 2013-2014 |
| San Marcos de Arica     | Chile   | 2014-2015 |
| San Luis                | Chile   | 2015-2016 |
| Cobresal                | Chile   | 2017      |
| Deportes Puerto Montt   | Chile   | 2018      |
| Deportes La Serena      | Chile   | 2019-2020 |
| Atlètic Club d'Escaldes | Andorra | 2020-2021 |
| FC Santa Coloma         | Andorra | 2021-2022 |
| Scarborough SC          | Canadá  | 2023      |

## Estadísticas
| Equipo                   | Temporada           | Liga | Liga  | Copas Nacionales(1) | Copas Nacionales(1) | Competición Internacional(2) | Competición Internacional(2) | Total | Total |
| Equipo                   | Temporada           | PJ   | Goles | PJ                  | Goles               | PJ                           | Goles                        | PJ    | Goles |
| ------------------------ | ------------------- | ---- | ----- | ------------------- | ------------------- | ---------------------------- | ---------------------------- | ----- | ----- |
| Santiago Wanderers Chile | Apertura 2005       | 3    | 0     | --                  | --                  | --                           | --                           | 3     | 0     |
| Santiago Wanderers Chile | Clausura 2005       | 4    | 0     | --                  | --                  | --                           | --                           | 1     | 0     |
| Santiago Wanderers Chile | Apertura 2006       | 1    | 0     | --                  | --                  | --                           | --                           | 1     | 0     |
| Santiago Wanderers Chile | Clausura 2006       | 6    | 1     | --                  | --                  | --                           | --                           | 6     | 1     |
| Santiago Wanderers Chile | Apertura 2007       | 4    | 0     | --                  | --                  | --                           | --                           | 4     | 0     |
| Santiago Wanderers Chile | Clausura 2007       | 1    | 0     | --                  | --                  | --                           | --                           | 1     | 0     |
| Santiago Wanderers Chile | Total               | 19   | 1     | --                  | --                  | --                           | --                           | 19    | 1     |
| Santiago Morning Chile   | Clausura 2008       | 7    | 4     | --                  | --                  | --                           | --                           | 7     | 4     |
| Santiago Morning Chile   | Apertura 2009       | 15   | 3     | --                  | --                  | --                           | --                           | 15    | 3     |
| Santiago Morning Chile   | Total               | 22   | 7     | 0                   | 0                   | --                           | --                           | 22    | 7     |
| O'Higgins Chile          | Clausura 2009       | 8    | 0     | 1                   | 0                   | --                           | --                           | 9     | 0     |
| O'Higgins Chile          | 2010                | 6    | 1     | --                  | --                  | --                           | --                           | 6     | 1     |
| O'Higgins Chile          | Total               | 14   | 1     | 1                   | 0                   | --                           | --                           | 15    | 1     |
| Total de su Carrera      | Total de su Carrera | 55   | 9     | 1                   | 0                   | --                           | --                           | 56    | 9     |

Estadísticas actualizadas a la fecha: 8 de junio de 2010.
- 1Las copas locales se refieren a la Copa Chile.